# Anas fulvigula
Anas fulvigula là một loài chim trong họ Vịt.